# Gubławki
Gubławki (niem. Gablauken) – osada w Polsce położona w województwie warmińsko-mazurskim, w powiecie iławskim, w gminie Zalewo.
W latach 1975–1998 miejscowość administracyjnie należała do województwa olsztyńskiego.
Wieś wzmiankowana w dokumentach z roku 1392, jako wieś pruska na 16 włókach. Pierwotna nazwa Gubelawken najprawdopodobniej wywodzi się od imienia Prusa – Guby. W roku 1782 we wsi odnotowano 16 domów (dymów), natomiast w 1858 w 5 gospodarstwach domowych było 85 mieszkańców. W latach 1937–39 było 103 mieszkańców. W roku 1973 jako majątek Gubławki należały do powiatu morąskiego, gmina Zalewo, poczta Boreczno.

## Dwór
Dwór wybudowany  1880 r. nad jeziorem Jeziorak przez Karla Fincka von Finckensteina z Jaśkowa, otoczony parkiem, z zabudowaniami gospodarczymi.  W 1925 r. dwór odziedziczył  Hans Joachim von Finckenstein, który był jego właścicielem do 1945 r.  Obiekt dwukondygnacyjny, wybudowany z czerwonej cegły, na planie litery T, kryty dachem mansardowym z lukarnami. W maju 2017 r. w okolicach dworu znaleziono skarb zawierający:  albumy, dokumenty, okulary, zdjęcia, schowany w 1945 r. przez Hansa Joachima von Finckenstein.